# Nothoscordum pernambucanum
Nothoscordum pernambucanum är en amaryllisväxtart som beskrevs av Pierfelice Ravenna. Nothoscordum pernambucanum ingår i släktet vaniljlökar, och familjen amaryllisväxter. Inga underarter finns listade i Catalogue of Life.